# Marcus Thornton (baloncestista de 1987)
Marcus Terrell Thornton (Baton Rouge, Luisiana, 5 de junio de 1987) es un jugador de baloncesto estadounidense que pertenece a los Eberlein Drive de la TBT. Con 1,93 metros de altura, juega en las posiciones de escolta y base.

## Trayectoria deportiva

### Universidad
Tras jugar sus dos primeras temporadas en el pequeño Junior College de Kilgore, fue transferido a los Tigers de la Universidad Estatal de Luisiana, donde jugó sus dos temporadas restantes, en las que promedió 20,4 puntos y 5,5 rebotes por partido. En su primera temporada con los Tigers fue el segundo máximo anotador de la Southeastern Conference, con 19,6 puntos por partido, además de acabar también en la segunda posición en porcentaje de tiros libres, con un 81,7% de efectividad. Su mejor actuación de la temporada la logró ante Auburn, consiguiendo 38 puntos y 7 rebotes, anotando un triple decisivo a falta de 3 segundos para el final, para dejar el marcador 81-80.
En su última temporada como universitario fue elegido por unanimidad Jugador del Año de la SEC, tras acabar como segundo mejor anotador de la conferencia, con 21,1 puntos por partido. En solo dos años con los Tigers acabó con 1.371 puntos, el 21º mejor registro de la historia de LSU, además de con el sexto mejor promedio de anotación.

### Profesional
NBA

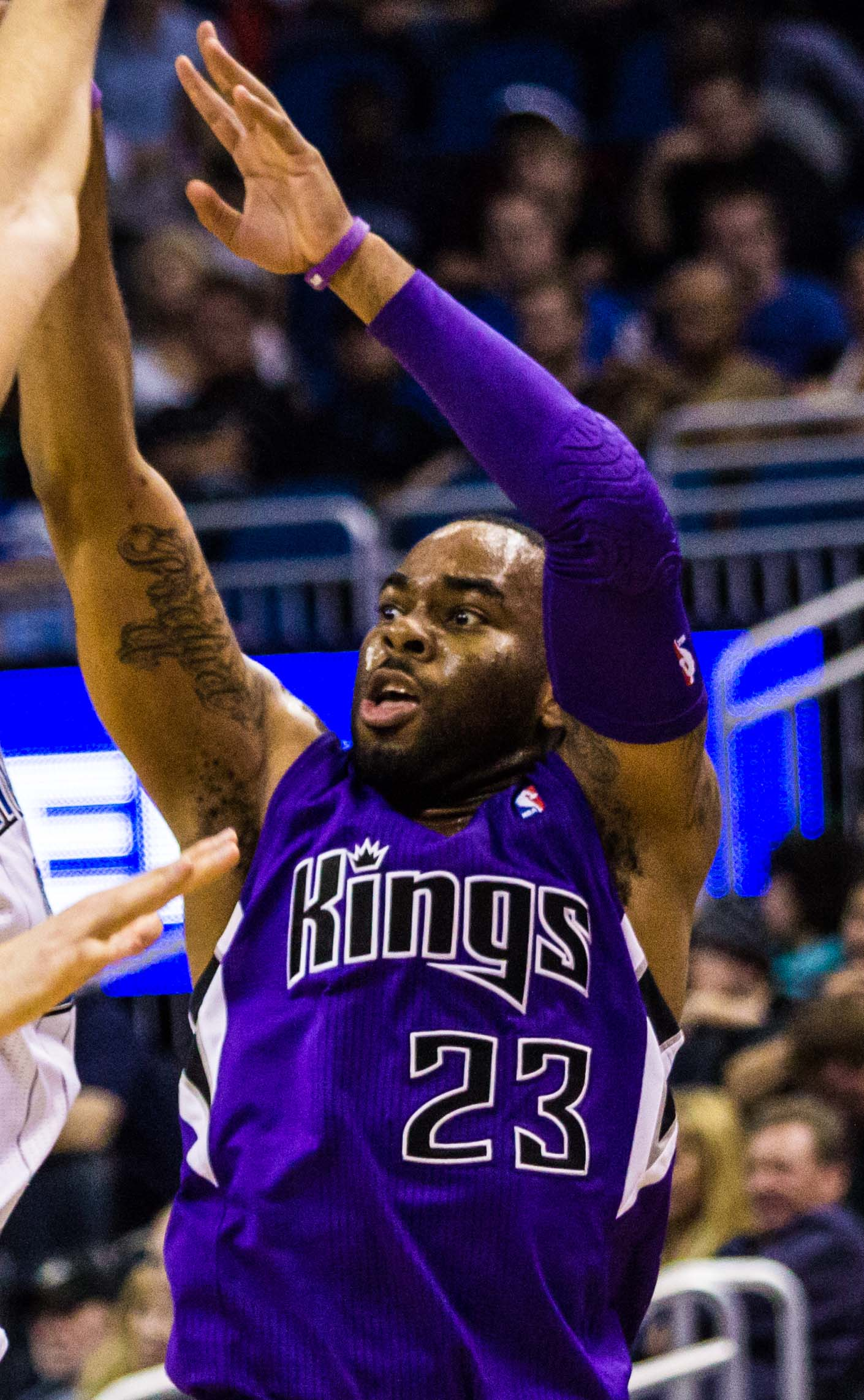
Thornton con los Kings en 2013.

Fue elegido en la cuadragésimo tercera posición del Draft de la NBA de 2009 por Miami Heat, pero sus derechos fueron traspasados a New Orleans Hornets a cambio de dos futuras rondas del draft, equipo con el que firmó contrato en julio de 2009.
El 23 de febrero de 2010, Thornton conseguía batir el récord de mayor anotación en un cuarto de la franquicia tras anotar 23 puntos en un solo cuarto. 
Un año después fue traspasado a Sacramento Kings a cambio de Carl Landry. 
Después de 3 años en Sacramento, el 19 de febrero de 2014 fue traspasado a Brooklyn Nets a cambio del escolta Jason Terry y del ala-pívot Reggie Evans.
El 10 de julio de 2014, fue traspasado a los Boston Celtics en un acuerdo de tres equipos que involucró a los Cleveland Cavaliers y los Brooklyn Nets.
El 19 de febrero de 2015, fue traspasado a Phoenix Suns a cambio de Isaiah Thomas. Completó la temporada 2014–15 con los Suns, participando en 9 encuentros.
El 25 de julio de 2015, Thornton firma con Houston Rockets. El 18 de febrero de 2016, fue traspasado junto a Donatas Motiejūnas a Detroit Pistons. Pero los Pistons rechazaron el acuerdo y Marcus tuvo que volver a Houston, donde fue cortado días más tarde. El 9 de marzo firma con Washington Wizards hasta final de temporada.
En julio de 2016 renovó con los Wizards. Pero el 22 de febrero de 2017, fue traspasado a los Brooklyn Nets junto con Andrew Nicholson y una primera ronda protegida del draft de 2017 a cambio de Bojan Bogdanović y Chris McCullough, pero fue despedido al día siguiente.
G-League y China
El 13 de diciembre de 2017, firma con los Grand Rapids Drive de la G-League.
El 4 de febrero de 2018, se marcha a China a firmar con los Beijing Ducks de la CBA.
El 11 de diciembre de 2018, fue readquirido por los Grand Rapids Drive de la G-League.
Tras casi tres años sin jugar, el 8 de enero de 2022, firma por los Motor City Cruise de la NBA G League, pero fue cortado el 21 de enero, tras cuatro encuentros.

## Estadísticas de su carrera en la NBA

### Temporada regular
| Año     | Equipo      | PJ  | PT  | MPP  | %TC  | %3P  | %TL  | RPP | APP | ROB | TPP | PPP  |
| ------- | ----------- | --- | --- | ---- | ---- | ---- | ---- | --- | --- | --- | --- | ---- |
| 2009-10 | New Orleans | 73  | 17  | 25.6 | .451 | .374 | .814 | 2.9 | 1.6 | .8  | .2  | 14.5 |
| 2010-11 | New Orleans | 46  | 0   | 16.2 | .410 | .376 | .758 | 2.8 | .9  | .4  | .1  | 7.8  |
| 2010-11 | Sacramento  | 27  | 23  | 38.1 | .450 | .361 | .805 | 4.7 | 3.4 | 1.7 | .2  | 21.3 |
| 2011-12 | Sacramento  | 51  | 51  | 34.9 | .438 | .345 | .865 | 3.7 | 1.9 | 1.4 | .2  | 18.7 |
| 2012-13 | Sacramento  | 72  | 8   | 24.0 | .429 | .372 | .881 | 2.5 | 1.3 | .8  | .1  | 12.7 |
| 2013-14 | Sacramento  | 46  | 26  | 24.4 | .381 | .318 | .808 | 2.7 | 1.0 | .7  | .2  | 8.3  |
| 2013-14 | Brooklyn    | 26  | 1   | 23.8 | .414 | .380 | .800 | 2.8 | 1.2 | 1.0 | .1  | 12.3 |
| 2014-15 | Boston      | 39  | 0   | 16.4 | .416 | .419 | .824 | 1.9 | .9  | .5  | .2  | 8.9  |
| 2014-15 | Phoenix     | 9   | 0   | 9.0  | .325 | .105 | .800 | 1.4 | .2  | .7  | .0  | 3.6  |
| 2015-16 | Houston     | 47  | 6   | 18.8 | .400 | .338 | .879 | 2.4 | 1.4 | .7  | .1  | 10.0 |
| 2015-16 | Washington  | 14  | 2   | 16.0 | .393 | .333 | .762 | 2.5 | 1.4 | .9  | .1  | 8.4  |
| 2016-17 | Washington  | 33  | 1   | 17.4 | .400 | .350 | .852 | 2.3 | 1.4 | .6  | .1  | 6.6  |
| Total   | Total       | 483 | 135 | 23.4 | .425 | .358 | .830 | 2.8 | 1.4 | .8  | .1  | 11.9 |

### Playoffs
| Año   | Equipo   | PJ | PT | MPP  | %TC  | %3P  | %TL  | RPP | APP | ROB | TPP | PPP |
| ----- | -------- | -- | -- | ---- | ---- | ---- | ---- | --- | --- | --- | --- | --- |
| 2014  | Brooklyn | 10 | 0  | 12.4 | .389 | .238 | .667 | 1.9 | 0.1 | 0.2 | 0.1 | 5.9 |
| Total | Total    | 10 | 0  | 12.4 | .389 | .238 | .667 | 1.9 | 0.1 | 0.2 | 0.1 | 5.9 |

## Vida personal
La prometida de Thornton, Lyndsey Duplessis, dio a luz a su primer hijo el 1 de enero de 2016, una niña llamada Maleia. Thornton es primo del también jugador profesional Al Thornton.